# 128341 Dalestanbridge
128341 Dalestanbridge este o planetă minoră (asteroid) din Inner Main Belt⁠(d). A fost descoperită pe 27 martie 2004 la Catalina Station⁠(d) de Catalina Sky Survey. 
Obiectul prezintă o orbită caracterizată de o semiaxă mare de 1,8832925052825 UAi, o excentricitate de 0,05, o înclinație de 21,3 ° în raport cu ecliptica.